# Diego Lobato
Diego Lobato (nacido como Diego Lobato de Sosa Yarucpalla, el 1541 en Quito - y fallecido el 1604 en Quito). Fue un sacerdote mestizo, cronista, músico, predicador en quichua. Fue una de las personas más destacadas de la Real Audiencia de Quito durante sus primeros años de fundación.

## Breve biografía

### Origen familiar y nobleza
Según los testimonios de sus contemporáneos, Diego Lobato de Sosa era hijo natural del capitán español Juan Lobato de Sosa y de Isabel Yarucpalla, "una de las mujeres más importantes de Atahualpa". Su padre, Juan Lobato había llegado a la Real Audiencia de Quito en el año de su fundación en 1534, acompañando a Sebastián de Benalcázar. Es por eso que su nombre figura entre los primeros pobladores de la villa de San Francisco de Quito. Su madre era una "palla", es decir, que había nacido en Cuzco, al igual que Atahualpa pero que residía en Quito, como era costumbre puesto que Atahualpa tenía propiedades extensas en lo que se conocía como Auqui, en la actualidad Cumbayá. Para ese entonces fue residente en Quito, y le había sido otorgada, como parte del botín, al conquistador Lobato. La lealtad de la indígena compañera del conquistador español fue recordada en Quito durante muchos años, ya que, gracias a su intervención, se lograron desvelar a tiempo los planes de sublevación de muchos incas y de algunos caciques quiteños que querían unirse a la rebelión de Manco Cápac en 1536. Francisco de Atahualpa, hijo de Atahualpa que fue educado por Jodoco Ricke también ayudó a contener varias sublevaciones de indígenas en los primeros años de la Audiencia. Su padre, Juan Lobato de Sosa moriría en la batalla de Iñaquito (18 de enero de 1546), donde también había peleado Sebastián de Belalcazar, y en la que habían luchado en defensa del virrey Blasco Núñez de Vela y contra Gonzalo Pizarro.

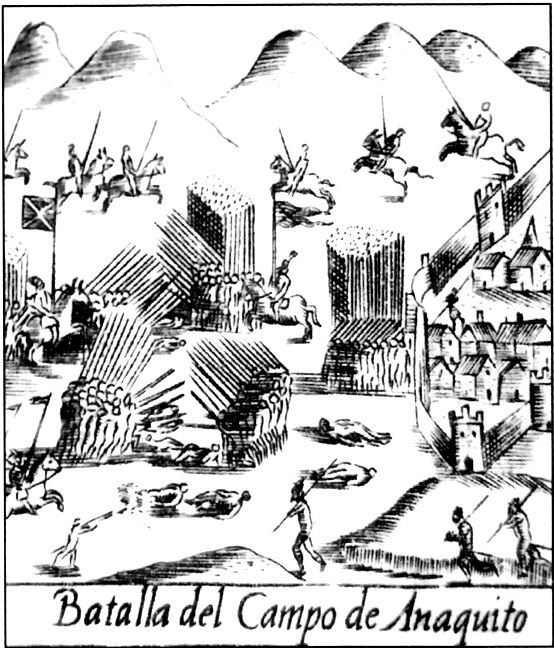
Batalla de Iñaquito

Creció pues como huérfano Diego Lobato de Sosa bajo la responsabilidad de Gonzalo Martín, amigo de su padre y quien se convertiría en su protector. A él se le encomendaría su cuidado antes de entrar en la batalla. Su educación la hizo en el famoso colegio franciscano de San Andrés, donde se educaban "hijos de caciques, indios nobles y niños pobres españoles", que había sido fundada por Gil Ramírez Dávalos e impulsada por Jodoco Ricke. Ante la imposibilidad de continuar sus estudios en la Universidad de Lima, estudió Gramática y Lógica, Filosofía y Teología en el convento de Santo Domingo de Quito, donde posiblemente conoció al pintor destacado Pedro Bedón.
Diego Lobato se casaría con Isabel Jarapalla, cuzqueña, una de las más distinguidas mujeres de Atahualpa.

### Educación y su rol como mestizo
Desde los ocho años, el mestizo Diego sirvió en la catedral como sacristán y cantor; desde entonces aspiró al sacerdocio para buscar "la conversión de los naturales". Debido a su condición de mestizo e hijo ilegítimo, necesitó un permiso especial para recibir la ordenación sacerdotal. Además de ser nombrado cura sacristán y maestro de capilla de la Catedral de Quito (fue el primer organista de la ciudad), donde desde 1566 organizó el coro con criollos e indios que habían aprendido música y canto en el establecimiento franciscano, fue además un gran beneficiario de la parroquia de San Blas. Fue ahí donde tuvo a su cargo las doctrinas de indios de Cumbayá y Cotocollao, en las cercanías de Quito. Gozó pues Lobato de mucho prestigio como hijo de una "palla" del Tahuantinsuyo y a su gran conocimiento de la "Lengua del Inga". Fue por esta razón que la Corte y el obispo se apoyaron en él con el fin de mediar entre la corona y la población indígena. Dentro de las cosas que haría a este respecto serían:
- Viajó con el escribano Suárez de Figueroa para conseguir 10.000 pesos en Riobamba y Ambato como "préstamo" al Rey
- Predicó la Santa Cruzada para obtener limosnas a cambio de indulgencias
- Acompañó (1570-1572) a Francisco Atahualpa, para que los Cañaris no apoyaran la sublevación de los Quijos a quienes visitaría como inspector.

Sería por su éxito como mediador que se ganó el favor de los indígenas y también el prestigio con la corona española. Es decir fue un mestizo que logró ser el puente entre las dos culturas dentro de los primeros años después de la conquista. Sería así que lo nombraría el obispo Luis López de Solís como visitador general de la diócesis de Quito y examinador de la "Lengua del Inga", por ser considerado el mejor predicador en esa lengua. Sobre él existe además un testimonio de otro agustino que dice:
"Acuden a la voz del padre Diego Lobato como si fuera la voz de su propio emperador Inga, de donde este testigo ha deducido que ningún Teatino ni predicador religioso les hace tanto provecho ni impresión de ninguna especie como el dicho padre Diego Lobato". 

### Labor como sacerdote y predicador
Como sacerdote durante la Cuaresma sus sermones tenían una frecuencia de tres o cuatro veces en general y después confesaba a indígenas, caciques y a otros miembros del Obispado. Lamentablemente sus sermones no quedaron a la posteridad porque se mantuvieron orales. Las investigaciones al respecto llegaron a dicha conclusión debido a que en el Memorial de Diego Lobato de Sosa, en el que solicitaba sin éxito una canonjía, no se menciona a un manuscrito de esta naturaleza. Sin embargo, con ocasión de su testimonio en la Probanza de don Alonso Atahualpa (1582) alude a que conoce la filiación del nieto del Inca Atahualpa y los sucesos de Cajamarca "por las historias escritas en castellano y por los antiguos de esta tierra y por lo que este testigo ha inquirido por una historia que escribí". Es de esta manera factible lograr la deducción de que su trabajo se extendió por todo el territorio y existen méritos por parte de Pedro de Zámbiza al respecto en 1600. Diego Lobato afirmó en su declaración:
Como testigo escribiendo los sucesos de la conquista de esta tierra y otras cosas tocantes a ella ha averiguado con mucho numero de indios viejos ancianos de ella que el dicho Don Marcos Suquillo padre del dicho Don Pedro de Zambiza y otros caciques naturales Quitos Pillajos y Collaguazos acudieron luego que llegaron a es ta tierra el adelantado Don Sebastian de Benalcazar con gente Que venia a conquistar esta tierra a dar la paz al di cho adelantado y Que esto fue causa para que con mas suavidad se allanase esta dicha tierra y que por esta obe diencia que habia dado el dicho Don Marcos Suquillo y los demas caciques un capitan de Atahualpa Inga llama do Rumiñahui paso a cuchillo en la quebrada de San Antonio de Pomasqui mas de cuatro mil indios de los dichos Pillaxos Zambizas y Collaguazos de que hubo mu cha diminución de los dichos naturales

## El origen de la música en Quito

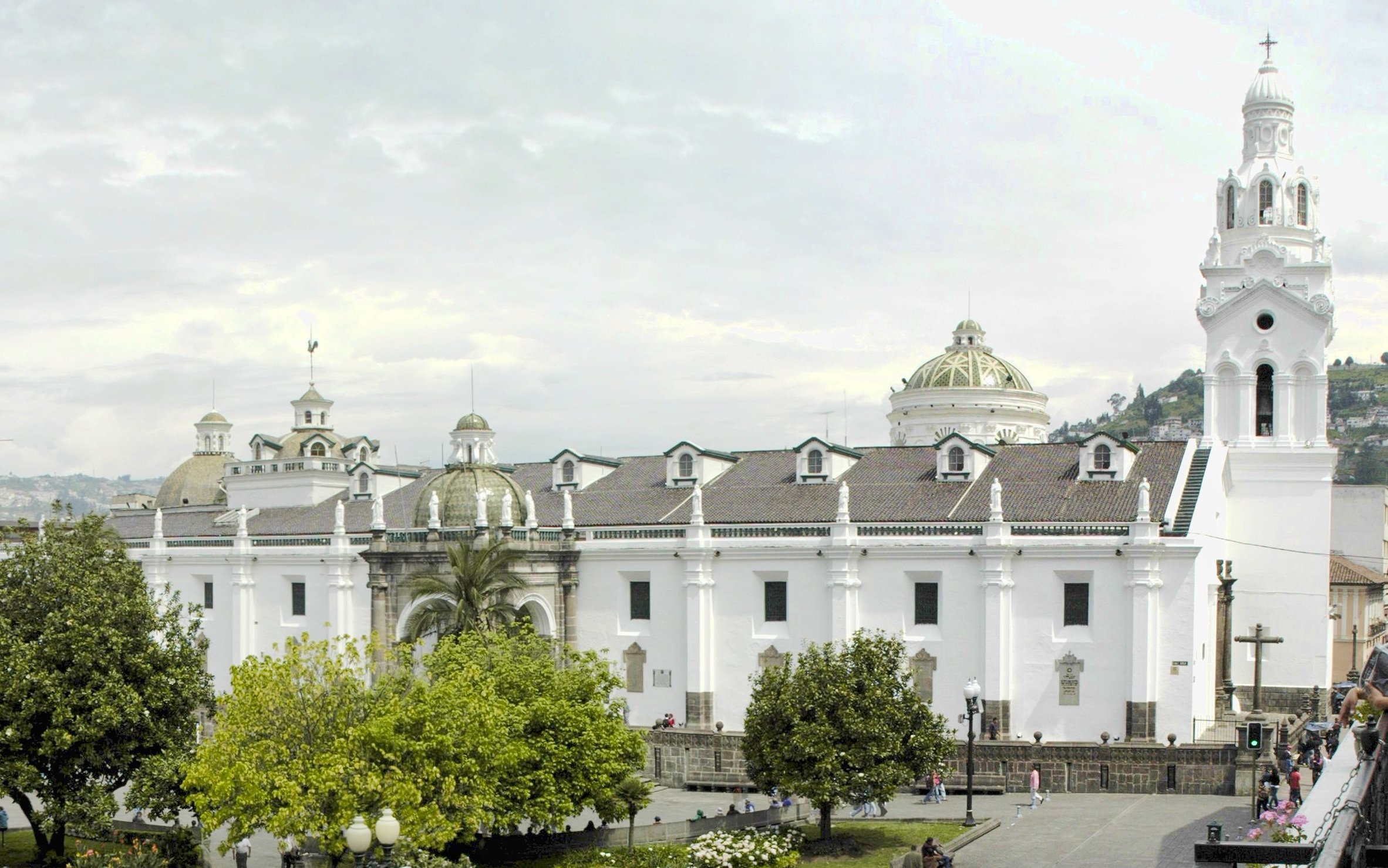
Catedral Primada de Quito, donde trabajaría por muchos años Diego Lobato

Por su cargo de cura, Diego Lobato tenía como ingresos 200 pesos anuales y por su labor musical en la Catedral en cambio 250. Esto haría que se demande mucho de él por lo que para justificar estos sueldos se le pidió, el 3 de abril de 1574, que compusiera motetes y chanzonetas. Para las composiciones, sus cantores adultos (cantaban niños los registros altos) eran dos indios y Remando de Trejo, quien, sin embargo, tuvo que ser despedido en diciembre. Un informe de 42 páginas sobre "La Ciudad de Sant Francisco del Quito", elaborado por orden de Juan de Ovando en 1573, resalta el labor de Lobato en sus numerosas funciones. Dice el informe enviado a Madrid:
"Aunque es mestizo, es virtuoso y recogido y diestro en la música y administra a los indios al mismo tiempo que trabaja como organista en la Catedral" ... "En cuanto a la música y cantores de la iglesia catedral, el obispo predecesor (Garda Díaz Arias, 1545-1562), que siempre la tuvo, no se halló mejor en aquellos reinos, porque se preciaba de tenerla ". 
Baltazar de Ovando quien escribió la Descripción histórico-geográfica del Perú, muestra un testimonio similar, sobre el entusiasmo por la música del primer obispo. Ahí se puede leer el hecho de que conoció personalmente a Díaz Arias quien sería su mecenas. Sobre él existe la siguiente referencia:
"Amicísimo del coro; todos los días no faltaba misa mayor y vísperas... los sábados nunca faltaba a la misa de Nuestra Señora: gran eclesiástico, su iglesia muy bien servida, con mucha música y muy buen canto de órgano "
Su rol como mecenas tiene un enorme mérito, pues los fondos no eran abundantes para la Catedral que, a su muerte, todavía estaba lejos de estar terminada. En espera de la llegada de un nuevo obispo, sería el importante Pedro Rodríguez de Aguanayo quien actuaría como administrador diocesano. A partir de su gestión y con el apoyo de la comunidad, consiguió, "en poco más de tres años, terminar el templo más suntuoso de todo el Perú". Sus esfuerzos fueron importantes y logró que la música música estuviera a la altura de la magnífica Catedral. Esto no fue sin contratiempos puesto que su deferencia para con Lobato molestaron a Ordóñez Villaquirán que, el 22 de mayo de 1577, propuso contratar los servicios de "un pobre organista ciego", que sólo tocaría por 60 pesos al año, disminuyendo los gastos pero bajando mucho la calidad del servicio. Al mismo tiempo, VilIaquirán prometió apelar al Papa en persona si se seguía gastando en la música de la Catedral. Esto ya que consideraba que se estaba gastando más dinero del que estipulaba la lista de sueldos. Sus reclamos tuvieron efecto puesto que dos meses después, el cabildo propuso pagar a un solo capellán cantor, en lugar de los seis que estaban designados por el cabildo fundador. Se fijaría el sueldo del organista en una sesión donde votaría también el obispo Peña. Se llegaría a la conclusión de que el sueldo sea de 110 pesos (50 pesos más de lo estipulado en la carta). También lograron subir el sueldo del maestro de capilla a 150 pesos anuales. Por otro lado, como resultado de esta sesión, los mismos dos canónigos acordaron pagar a Francisco Muñoz quien fungía como escribano de Quito, el total de 80 pesos, por "un libro de música encuadernado que contiene Kyries, Glorias y Credos, copiado en pergamino.

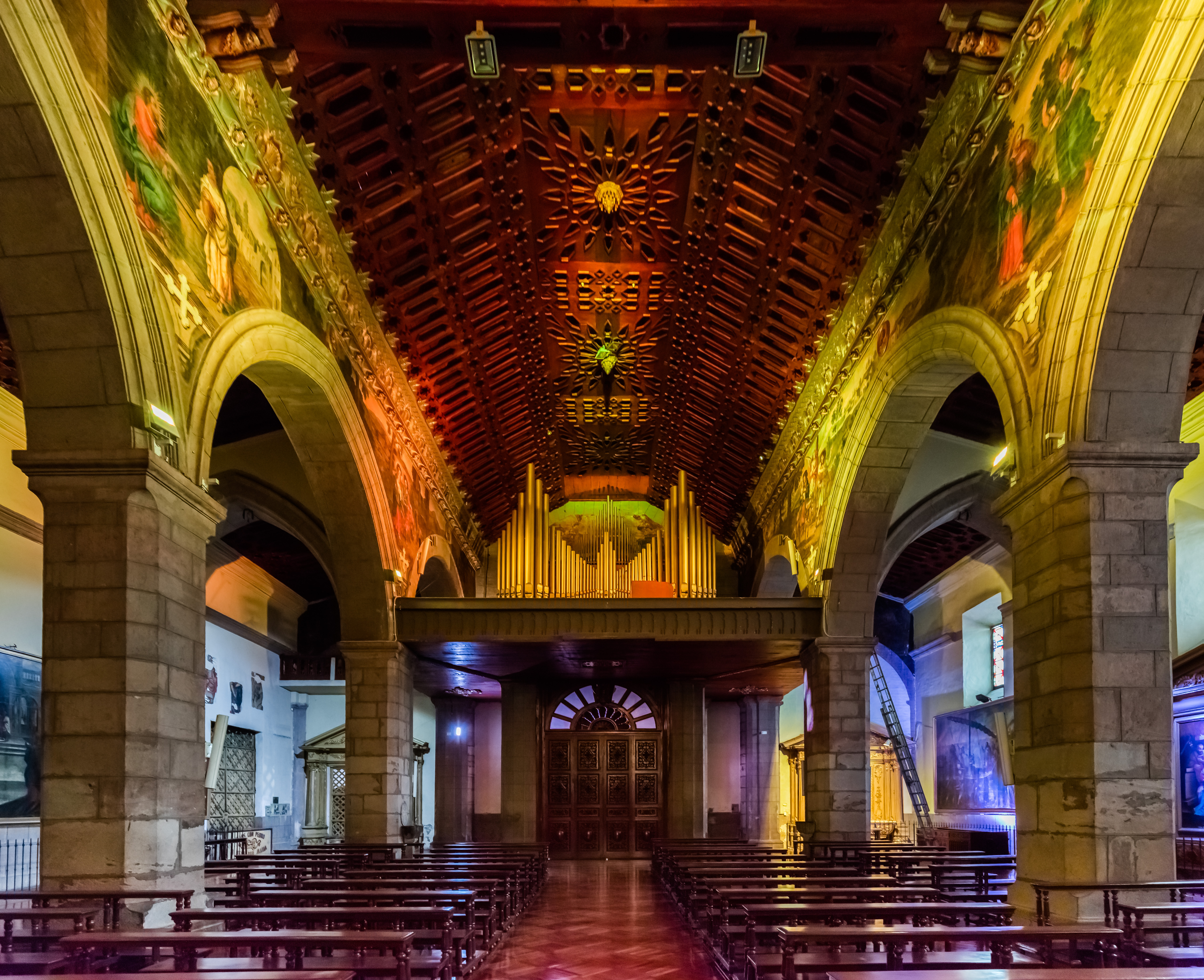
Órgano de la Catedral Primada de Quito.

No sería la única sesión registrada puesto que en la que consta con fecha 24 de julio de 1579, a la que no asistió el obispo Peña, el cabildo votó en contra de la autorización para que los músicos de la Catedral pudieran asistir a los funerales. De esta manera, los músicos se vieron privados de muchas oportunidades de asistir a funerales pequeños. Peor aún, el donativo de 100 pesos de los funerales importantes no dejaba mucho espacio para los músicos una vez que los dignatarios y otros miembros del cabildo, más antiguos, cobren con prelación su parte.
 

Más tarde, el 11 de septiembre de 1579, se exigió a Lobato que se presentase con todos los cantores y el organista, cada día domingo y en todas las fiestas dobles y semidobles, así como también la primera y segunda vísperas de estas fiestas. Se incluyó además  los días en que se predicase sermón, Completas y Salves de Cuaresma, todos los días de Semana Santa y para los maitines de Navidad, Pascua, Pentecostés "y otros maitines, como el día de San 'Pedro". Además también lo hacía cuando se celebraba procesiones. De esta manera se consolidaba como la persona que controlaba la música y su presencia era muy frecuente logrando destacar. Por si todo esto fuera poco, se buscó aprovechar todo el talento de Lobato por lo que el cabildo comunicó que cuatro días después, debía comenzar a enseñar a seis niños de coro.
Los pagos por aquello sería de la siguiente manera: "Los seis, vestidos con hábitos rojos y azules, sobrepelliz y birrete, tendrían un pago de doce pesos anuales por cantar polifonía en el facistor, y cuatro niños de coro, igualmente vestidos, recibirían la misma suma por cantar canto llano y ayudar en el altar."
De esta forma, Lobato, terminaría solicitando al cabildo que se reduzca los días de trabajo estipulada en el acta del 11 de septiembre. Se le contestaría el 15 de septiembre, diciéndole que "era su deber hacer todo esto 'Y también enseñar a cantar a los seises y niños de coro". Con el tiempo, el cabildo cedió y contrató al padre Gabriel de México como maestro auxiliar de Lobato.
A partir de 1604, desaparece toda huella posterior de este Lobato.

## El Manuscrito de Quito
Las investigaciones acerca de la crónica de Fernando de Montesinos llevó a proponer a Diego Lobato como un posible autor de las crónicas que se encuentran dentro del Manuscrito de Quitó. Esto se debe a que dentro del libro de Monetinos existen discrepancias entre el libro I y libro II, así como las evidencias de que el autor copió grandes secciones de otros cronistas ahora identificados. Por ejemplo en la cronología de la historia colonial del Perú que forma parte de las Memorias historiales, se sabe que Montesinos copió una relación de la Virgen de Cocharcas y también uso un manuscrito entero de Guillén de Mendoza, donde falta también la atribución correspondiente. Este contexto sirve para intentar desifrar el autor de un manuscrito anónimo que Monesinos simplemente describe como un residente de Quito que ayudó al obispo López de Solís durante las investigaciones. La cronología y los archivos permiten deducir, a pesar de que no exista una declaración explícita de la autoría del manuscrito a Diego de Lobato como su autor. También apoya a la conjetura el perfil y rol de Lobato en ese tiempo como el gran mestizo traductor que sirve de puente entre los pueblos indígenas y la corona. Fue pues junto a Francisco de Atahualpa un gran colaboracionista durante esos primeros años. Además existen faltas ortográficas en el manuscrito que no son los que comúnmente se encuentran en personas quechua hablantes sino que probablemente pueden haber pertenecido a alguien que habló los idiomas de los señoríos étnicos. En esta cronología se devela además la cronología de 93 reyes preincáicos.

## Escritos
- Probanza de méritos del P. Diego Lobato hecha en Quito ante Pedro de Molina receptor de la Real Audiencia.
- Manuscrito de Quito según se cuenta en las crónicas de Montesinos.[5]